# Horn (Turgovia)
Horn (literalmente Cuerno) es una comuna suiza del cantón de Turgovia, situada en el distrito de Arbon. Limita al sur con las comunas de Goldach (SG) y Tübach (SG), al oeste con Steinach (SG), al este ya en el lago de Constanza con las comunas de Rorschach (SG) y Rorschacherberg (SG), además de las comunas de Fußach (AT-08) y Höchst (AT-08), y al norte con Kressbronn am Bodensee (DE-BW), Nonnenhorn (DE-BY) y Wasserburg (Bodensee) (DE-BY).
La comuna de Horn constituye un enclave en el cantón de San Galo.

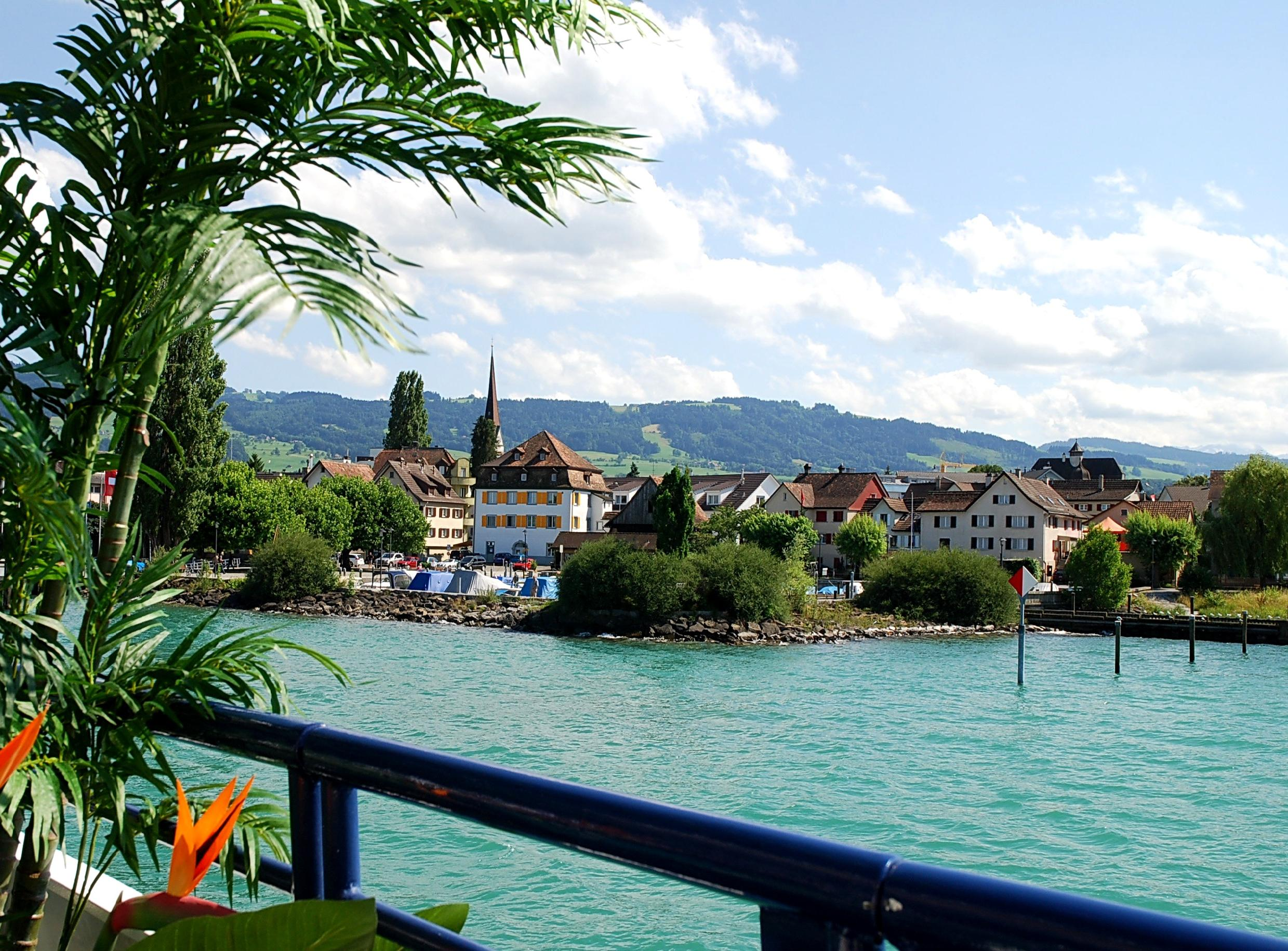
Vista del lago de Constanza en Horn.